# Min Frälsare mig sökte på fjärran villsam stig
Min Frälsare mig sökte på fjärran villsam stig är en psalm med text och musik från 1935 av Sidney E. Cox.

## Publicerad i
- Frälsningsarméns sångbok 1990 som nr 574 under rubriken "Erfarenhet och vittnesbörd".
- Sångboken 1998 som nr 83.
- Frälsningsarméns sångbok 1968 som nr 163 med endast refrängen Han sökte, han fann mig i körsångsdelen under rubriken "Jubel och strid".